# Chūō-ku (Niigata)

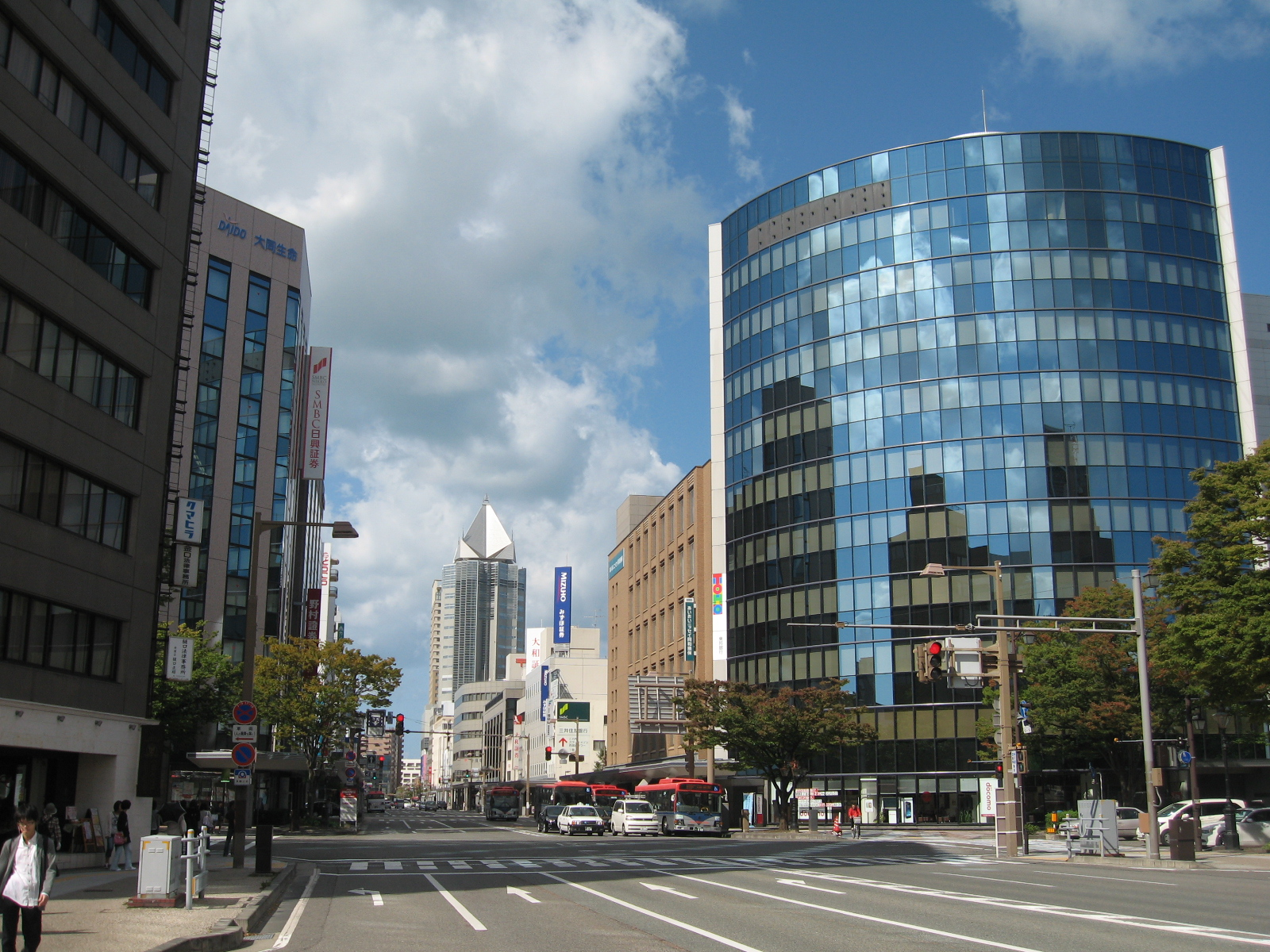
Le quartier de Furumachi à Chūō-ku.

Pour les articles homonymes, voir Chūō-ku.
Chūō (中央区, Chūō-ku) est l'un des huit arrondissements de la ville de Niigata au Japon. Il est situé au centre nord de la ville, au bord de la mer du Japon.

## Histoire
L'arrondissement a été créé en 2007 lorsque Niigata est devenue une ville désignée par ordonnance gouvernementale.

## Démographie
En 2016, sa population est de 183 820 habitants pour une superficie de 37,75 km2, ce qui fait une densité de population de 4 870 hab./km2.

## Transport publics
La gare de Niigata est située dans l'arrondissement. Elle est notamment desservie par la ligne Shinkansen Jōetsu.